# Johann Carl Ludwig Fromm
Johann Carl Ludwig Fromm, From (ur. w styczniu 1752 w Gdańsku, zm. 18 kwietnia 1822 tamże) – gdański kupiec i duński urzędnik konsularny.

## Życiorys
Syn Johanna Jacoba (1720–1799), kupca gdańskiego. Współwłaściciel firmy Koustrop und Fromm, zajmującej się handlem zbożem i drewnem, radny miejski (1814–1817) oraz początkowo jako agent konsularny (1805–), następnie agent konsularny i wicekonsul/konsul Danii w Gdańsku (1818–1821). Również członek loży masońskiej Eugenia pod Ukoronowanym Lwem (Loge Eugenia zum gekrönten Löwen) (1814). Pochowany na cmentarzu przy kościele Zbawiciela na gdańskim Zaroślaku.